# Острів (Стрийський район)
О́стрів — село в Україні, у Стрийському районі Львівської області. Населення — 151 особа. Орган місцевого самоврядування — Розвадівська сільська рада.

## Історія
У податковому реєстрі 1515 року в селі документується 4 лани (близько 100 га) оброблюваної землі, тобто село було засновано раніше.
Тому історична дата утворення — 1515 р. є недостовірною.
В околицях Острова відбувся останній бій загону УПА села Пісочна.

## Населення

### Мова
Розподіл населення за рідною мовою за даними перепису 2001 року:
| Мова       | Кількість | Відсоток |
| ---------- | --------- | -------- |
| українська | 151       | 100%     |